# Kékmadár
Kékmadár irodalmi és művészeti szemle 1923. márciustól decemberig, összesen 11 száma jelent meg.

## Irányvonal, munkatársak
A lap a modern és az avantgárd irodalmat népszerűsítette. Kiadói Faiwel Miklós (1-10. szám) és Faragó László (11. szám) voltak. Felelős szerkesztői Szini Gyula (1-8. szám) és Hajdu Henrik. A lap helyettes szerkesztője Balog Vilma, főmunkatársa Hevesy Iván.
E lapban jelent meg József Attila Lázadó Krisztus című költeménye, amelyért később perbe fogták. A lap jeles munkatársai közt ott volt még Babits Mihály, Barta Lajos,  Déry Tibor, Elek Artúr, Füst Milán, Kodolányi János, Palasovszky Ödön, Révay József, stb.

## Repertórium
- Kék madár repertórium, összeállította. Botka Ferenc. (1979)